# Olympische Sommerspiele 2008/Teilnehmer (Südafrika)
| Gelbes Symbol für Goldmedaillen mit stilisierten Olympischen Ringen | Graues Symbol für Silbermedaillen mit stilisierten Olympischen Ringen | Braundes Symbol für Bronzemedaillen mit stilisierten Olympischen Ringen |
| ------------------------------------------------------------------- | --------------------------------------------------------------------- | ----------------------------------------------------------------------- |
| —                                                                   | 1                                                                     | —                                                                       |

Südafrika war mit der Teilnahme an den Olympischen Sommerspielen 2008 in Peking insgesamt zum 17. Mal bei Olympischen Spielen vertreten. Die erste Teilnahme war 1904. Die südafrikanische Mannschaft umfasst 136 Sportler. Fahnenträger bei der olympischen Eröffnungsfeier war die Schwimmerin Natalie du Toit. Die südafrikanische Flagge wurde bei der Schlussfeier von Sifiso Nhlapo getragen. Einziger Medaillengewinner war der Weitspringer Godfrey Khotso Mokoena, der eine Silbermedaille erringen konnte.

## Medaillengewinner

### Silber
| Name                   | Sportart       | Wettkampf         |
| ---------------------- | -------------- | ----------------- |
| Godfrey Khotso Mokoena | Leichtathletik | Weitsprung Männer |

## Teilnehmer nach Sportart

### Badminton
- Chris Dednam, Roelof Dednam
Männer, Doppel
- Kerry-Lee Harrington
Frauen, Einzel
- Michelle Edwards, Chantal Botts
Frauen, Doppel

### Bogenschießen
- Calvin Hartley
Männer, Einzel

### Boxen
- Jackson Chauke
Männer, Fliegengewicht (bis 51 kg)

### Fechten
| Männer         | Disziplin | Einzelwertung | Mannschaft |
| -------------- | --------- | ------------- | ---------- |
| Sello Maduma   | Degen     |               |            |
| Dario Torrente | Degen     |               |            |
| Michael Wood   | Degen     |               |            |
| Frauen         | Disziplin | Einzelwertung | Mannschaft |
| Jyoti Chetty   | Säbel     |               |            |
| Adele du Plooy | Säbel     |               |            |
| Elvira Wood    | Säbel     |               |            |

### Gewichtheben
- Darryn Anthony
Männer, Klasse bis 77 kg

### Hockey

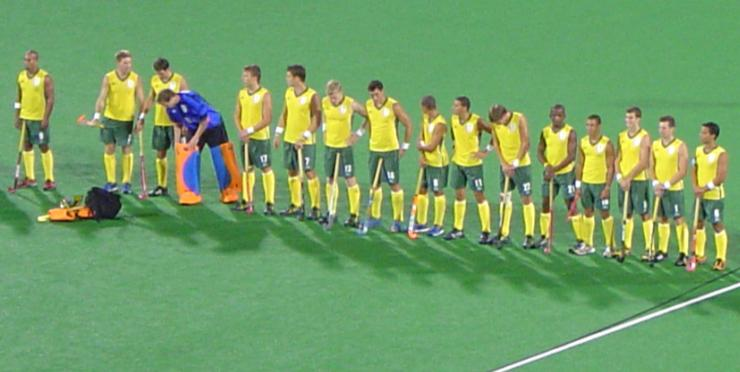
Die südafrikanische Hockey-Olympiaauswahl der Herren 2008

| Herren | Herren                |
| Spieler | Position              |
| --- | --------------------- |
| Chris Hibbert | Torwart               |
| Bruce Jacobs | Feldspieler (Kapitän) |
| Andrew Cronje Ian Symons Austin Smith Darryn Gallagher Marvin Harper Emile Smith Clyde Abrahams Paul Blake Eric Rose-Innes Marvin Bam Geoffrey Abbott Thornton McDade Lungile Tsolekile Thomas Hammond | Feldspieler           |
| Erasmus Pieterse | Torwart (Reserve)     |
| Shanyl Balwanth | Feldspieler (Reserve) |
| Gregg Clark | Trainer               |

| Damen |
| --- |
| Tarryn Bright Cindy Brown Fiona Butler Lisa-Marie Deetlefs Lesle-Ann George Kate Hector Taryn Hoskins Vuyisanani Mangisa Lenise Marais Marsha Marescia Mariette Rix Shelley Russell Vida Ryan Vidette Ryan Kathleen Taylor Jennifer Wilson |

### Judo
- Marlon August
Männer, Klasse bis 73 kg
- Matthew Jago
Männer, Klasse bis 81 kg
- Patrick Tresize
Männer, Klasse bis 90 kg

### Kanu

#### Kanurennen
| Männer            | Männer                |
| ----------------- | --------------------- |
| Calvin Mokoto     | Einer-Canadier 500 m  |
| Calvin Mokoto     | Einer-Canadier 1000 m |
| Shaun Rubenstein  | Einer-Kajak 500 m     |
| Shaun Rubenstein  | Einer-Kajak 1000 m    |
| Frauen            |                       |
| Jennifer Hodson   | Einer-Kajak 500 m     |
| Michele Eray      | Zweier-Kajak 500 m    |
| Bridgitte Hartley | Zweier-Kajak 500 m    |
| Michele Eray      | Vierer-Kajak 500 m    |
| Jennifer Hodson   | Vierer-Kajak 500 m    |
| Carol Joyce       | Vierer-Kajak 500 m    |
| Nikki Mocke       | Vierer-Kajak 500 m    |

#### Kanuslalom
| Männer           | Männer          |
| ---------------- | --------------- |
| Siboniso Cele    | Canadier Einer  |
| Cameron McIntosh | Canadier Zweier |
| Lindelani Ngidi  | Canadier Zweier |

### Leichtathletik
| Disziplin        | Männer | Frauen                           |
| ---------------- | --- | -------------------------------- |
| 200 m            | Thuso Mpuang | Isabel Le Roux                   |
| 800 m            | Mbulaeni Mulaudzi Samson Ngoepe                                                                                         |                                  |
| 1500-Meter-Lauf  | Juan van Deventer | René Kalmer                      |
| Marathon         | Norman Dlomo Hendrick Ramaala                                                                                           |                                  |
| 400 m Hürden     | Alwyn Myburgh Ter de Villiers L. J. van Zyl                                                                             | Tsholofelo Thipe                 |
| 3000 m Hindernis | Ruben Ramolefi |                                  |
| 4 × 100 m        | - Johannes Dreyer - Leigh Julius - Ishmael Kumbane - Sergio Mullins - Corné du Plessis - Sibusisu Shishi - Pieter Smith |                                  |
| 4 × 400 m        | - Ofentse Mogawane - Alwyn Myburgh - Ter de Villiers - LJ van Zyl                                                       |                                  |
| Weitsprung       | Godfrey Khotso Mokoena: Silber                                                                                          |                                  |
| Diskuswurf       | | Elizna Naudé                     |
| Speerwurf        | John Robert Oosthuizen                                                                                                  | Justine Robbeson Sunette Viljoen |

### Radsport

#### Bahn
| Männer     | Männer |
| ---------- | ------ |
| Gadi Chait | Keirin |

#### BMX
| Männer        |
| ------------- |
| Sifiso Nhlapo |

#### Mountainbike
| Männer         |
| -------------- |
| Burry Stander  |
| Frauen         |
| Yolande Speedy |

#### Straße
| Männer                | Männer           |
| --------------------- | ---------------- |
| John-Lee Augustyn     | Straßenrennen    |
| David George          | Straßenrennen    |
| David George          | Einzelzeitfahren |
| Robert Hunter         | Straßenrennen    |
| Frauen                |                  |
| Cherise Taylor        | Straßenrennen    |
| Marissa van der Merwe | Straßenrennen    |

### Ringen
- Heinrich Barnes
Männer, Freistil Klasse bis 66 kg (Leichtgewicht)

### Rudern
| Männer            | Männer                      |
| ----------------- | --------------------------- |
| Shaun Keeling     | Zweier ohne Steuermann      |
| Ramon di Clemente | Zweier ohne Steuermann      |
| Frauen            |                             |
| Rika Geyser       | Einer                       |
| Catherine Shaw    | Leichtgewichts-Doppelzweier |
| Alex White        | Leichtgewichts-Doppelzweier |
| Kirsten McCann    | Leichtgewichts-Doppelzweier |

### Schießen
- Esmari Van Reenen
Frauen, Kleinkaliber Dreistellungskampf 50 Meter
- Diane Swanton
Frauen, Trap

### Schwimmen
| Disziplin                  | Männer | Frauen                                               |
| -------------------------- | --- | ---------------------------------------------------- |
| 50 m Freistil              | Gideon Louw Roland Mark Schoeman                                                                                                   | Lize-Mari Retief                                     |
| 100 m Freistil             | Lyndon Ferns Ryk Neethling |                                                      |
| 200 m Freistil             | Darian Townsend Jean Basson |                                                      |
| 400 m Freistil             | Jean Basson | Wendy Trott                                          |
| 800 m Freistil             | | Wendy Trott                                          |
| 1500 m Freistil            | Troyden Prinsloo |                                                      |
| 100 m Rücken               | Gerhard Zandberg George du Rand | Melissa Corfe                                        |
| 200 m Rücken               | George du Rand | Melissa Corfe                                        |
| 100 m Brust                | Cameron van der Burgh |                                                      |
| 200 m Brust                | Neil Versfeld William Diering | Suzaan van Biljon                                    |
| 100 m Schmetterling        | Lyndon Ferns | Lize-Mari Retief Mandy Loots                         |
| 200 m Schmetterling        | | Kathryn Meaklim Mandy Loots                          |
| 200 m Lagen                | Darian Townsend | Jessica Pengelly                                     |
| 400 m Lagen                | Riaan Schoeman | Kathryn Meaklim Jessica Pengelly                     |
| 4 × 100 m Freistil Staffel | - Darian Townsend - Gerhard Zandberg - Gideon Louw - Lyndon Ferns - Roland Mark Schoeman - Ryk Neethling                           |                                                      |
| 4 × 200 m Freistil Staffel | - Darian Townsend - Jean Basson - Ryk Neethling - Sebastien Rousseau - Jan Venter                                                  |                                                      |
| 4 × 100 m Lagen Staffel    | - Cameron van der Burgh - Gerhard Zandberg - Lyndon Ferns - Neil Versfeld - Roland Mark Schoeman - Ryk Neethling - William Diering | - Lize-Mari Retief - Mandy Loots - Suzaan van Biljon |
| 10 km Marathon             | Chad Ho | Natalie du Toit                                      |

Natalie du Toit ist fünfmalige Paralympics-Siegerin im Schwimmen und nahm 2008 als erste amputierte Sportlerin überhaupt an Olympischen Spielen teil. Sie belegte einen beachtlichen 16. Platz.

### Segeln
- Frauen, Yngling
  - Penny Alison
  - Dominique Provoyeur
  - Kim Rew

### Tennis
- Kevin Andersen
Männer, Einzel
- Kevin Andersen, Jeff Coetzee
Männer, Doppel

### Triathlon
- Hendrik De Villiers
Männer
- Mari Rabie
Frauen
- Kate Roberts
Frauen

### Turnen

#### Rhythmische Sportgymnastik
- Odette Richard
Frauen, Einzel

### Volleyball

#### Beachvolleyball
| Frauen             | Frauen |
| ------------------ | ------ |
| Judith Augoustides | Team   |
| Vita Nel           | Team   |

### Wasserspringen
- Jenna Dreyer
Frauen, Kunstspringen 3 m